# Центральний (бахш, шагрестан Масаль)
Центральний (перс. مرکزی) — бахш в Ірані, в шагрестані Масал остану Ґілян. За даними перепису 2006 року, його населення становило 26063 особи, які проживали у складі 6886 сімей.

## Дегестани
До складу бахша входять такі дегестани:
- Говме
- Масаль